# Morti nel 1983/Marzo
| Questa pagina contiene informazioni ricavate automaticamente dalle voci biografiche con l'ausilio del template Bio e di un bot. L'aggiornamento è periodico e automatico e ricostruisce completamente la pagina. Se manca una persona in questa lista, sei pregato di non aggiungerla, ma accertati piuttosto che la sua voce biografica contenga il template Bio e che i dati anagrafici siano correttamente compilati. Se il template Bio manca, inseriscilo tu stesso o, in alternativa, metti l'avviso {{tmp\|Bio}} che ne segnala la mancanza. Se i dati riportati sono sbagliati, correggi direttamente la voce biografica; le modifiche saranno visibili in questa lista entro pochi giorni. Per chiarimenti vedi il progetto biografie. La lista contiene solo le 113 persone che sono citate nell'enciclopedia e per le quali è stato implementato correttamente il template Bio. Pagina aggiornata al 3 mar 2024. |

- 1º marzo - Giacomo Antonini, critico letterario e agente segreto italiano (n. 1901)
- 1º marzo - Arthur Koestler, scrittore, giornalista e saggista ungherese (n. 1905)
- 1º marzo - John Richter, cestista statunitense (n. 1937)
- 1º marzo - Carlos Varsavsky, fisico e astrofisico argentino
- 2 marzo - Giovanni Battista Finetti, politico italiano (n. 1940)
- 2 marzo - Fiorella Mari, attrice italiana (n. 1928)
- 2 marzo - Hermann Priess, criminale di guerra e generale tedesco (n. 1901)
- 2 marzo - Victorino Ramos Fernandes, pallanuotista brasiliano (n. 1896)
- 3 marzo - Francesco Cacciatore, politico e sindacalista italiano (n. 1904)
- 3 marzo - Hergé, fumettista belga (n. 1907)
- 4 marzo - Robert Briggs, biologo statunitense (n. 1911)
- 4 marzo - Édouard Macquart, calciatore francese (n. 1894)
- 4 marzo - Magdalena Radulescu, pittrice rumena (n. 1902)
- 4 marzo - Ernst Sommerlath, teologo tedesco (n. 1889)
- 5 marzo - Ruggero Giovannini, fumettista, illustratore e pittore italiano (n. 1922)
- 6 marzo - Cathy Berberian, mezzosoprano, compositrice e traduttrice statunitense (n. 1925)
- 6 marzo - Greta Knutson, pittrice, scrittrice e poetessa svedese (n. 1899)
- 6 marzo - Donald Duart Maclean, diplomatico e agente segreto britannico (n. 1913)
- 6 marzo - Mare Marjanović, calciatore jugoslavo (n. 1904)
- 6 marzo - Nino Palumbo, scrittore italiano (n. 1921)
- 6 marzo - Ambrogio Valsecchi, presbitero e teologo italiano (n. 1930)
- 6 marzo - Dave Williams, cestista statunitense (n. 1913)
- 7 marzo - Robert Bray, attore statunitense (n. 1917)
- 7 marzo - Enrico Colombari, allenatore di calcio e calciatore italiano (n. 1905)
- 7 marzo - Jackie Dinkins, cestista statunitense (n. 1950)
- 7 marzo - Lutz Eigendorf, calciatore tedesco orientale (n. 1956)
- 7 marzo - Lothar Fendler, militare tedesco (n. 1913)
- 7 marzo - Odd Lundberg, pattinatore di velocità su ghiaccio norvegese (n. 1917)
- 7 marzo - Igor Markevitch, compositore e direttore d'orchestra ucraino (n. 1912)
- 7 marzo - Antonio Montanti, politico italiano (n. 1928)
- 7 marzo - Claude Vivier, compositore canadese (n. 1948)
- 8 marzo - Aris Dikteos, critico letterario, traduttore e poeta greco (n. 1919)
- 8 marzo - Chabuca Granda, cantautrice e poetessa peruviana (n. 1920)
- 8 marzo - Francis Lombardi, militare, aviatore e designer italiano (n. 1897)
- 8 marzo - Giovanni Matta, politico italiano (n. 1928)
- 8 marzo - William Turner Walton, compositore, direttore d'orchestra e attore inglese (n. 1902)
- 9 marzo - Faye Emerson, attrice statunitense (n. 1917)
- 9 marzo - Ulf von Euler, medico e farmacologo svedese (n. 1905)
- 9 marzo - Augustin Guillaume, generale francese (n. 1895)
- 10 marzo - Paul Géraldy, poeta e commediografo francese (n. 1885)
- 10 marzo - Enrique Pereira, pallanuotista uruguaiano (n. 1909)
- 11 marzo - Ettore Bonfatti Sabbioni, artista e incisore italiano (n. 1934)
- 11 marzo - Marie Madeleine Gérard, pittrice belga (n. 1901)
- 12 marzo - Ki Aldrich, giocatore di football americano statunitense (n. 1916)
- 12 marzo - Mario Mieli, attivista e scrittore italiano (n. 1952)
- 13 marzo - Louison Bobet, ciclista su strada francese (n. 1925)
- 13 marzo - Paul Citroen, pittore, fotografo e regista olandese (n. 1896)
- 13 marzo - Jack Lewis, cavaliere irlandese (n. 1902)
- 13 marzo - Jean Martinelli, attore francese (n. 1909)
- 14 marzo - Marianella García Villas, politica e avvocatessa salvadoregna (n. 1948)
- 14 marzo - Heinz Paul, regista, sceneggiatore e produttore cinematografico tedesco (n. 1893)
- 14 marzo - Maurice Ronet, attore e regista francese (n. 1927)
- 14 marzo - Wilhelm Schmalz, generale tedesco (n. 1901)
- 14 marzo - Adriano Zecca, allenatore di calcio e calciatore italiano (n. 1923)
- 15 marzo - Johann Blank, pallanuotista tedesco (n. 1904)
- 15 marzo - Coloman Braun-Bogdan, allenatore di calcio e calciatore rumeno (n. 1905)
- 15 marzo - Josep Lluís Sert, architetto e urbanista spagnolo (n. 1902)
- 15 marzo - Rebecca West, scrittrice britannica (n. 1892)
- 15 marzo - Ludovico Zorzi, critico teatrale e saggista italiano (n. 1928)
- 16 marzo - Freda Dudley Ward, nobildonna inglese (n. 1894)
- 16 marzo - Andrea Buonpadre, criminale e mafioso italiano (n. 1949)
- 16 marzo - Bohumil Durdis, sollevatore cecoslovacco (n. 1903)
- 16 marzo - Ettore Lo Gatto, slavista, traduttore e critico letterario italiano (n. 1890)
- 16 marzo - Gino Mangiavacchi, partigiano e operaio italiano (n. 1913)
- 17 marzo - Gigi Gryce, sassofonista, compositore e arrangiatore statunitense (n. 1925)
- 17 marzo - Haldan Keffer Hartline, fisiologo statunitense (n. 1903)
- 17 marzo - Riccardo Rossi, artista, scultore e medaglista italiano (n. 1911)
- 18 marzo - Henryk Budziński, canottiere polacco (n. 1904)
- 18 marzo - Franco Giorgetti, pistard e ciclista su strada italiano (n. 1902)
- 18 marzo - Umberto II di Savoia,  italiano (n. 1904)
- 19 marzo - Mario Amadeo, scrittore e diplomatico argentino (n. 1911)
- 20 marzo - Thure Ahlqvist, pugile svedese (n. 1907)
- 20 marzo - Aimé Forest, filosofo francese (n. 1898)
- 20 marzo - Ivan Matveevič Vinogradov, matematico sovietico (n. 1891)
- 21 marzo - Roy Chapman, allenatore di calcio e calciatore inglese (n. 1934)
- 21 marzo - Ezio Franceschini, latinista italiano (n. 1906)
- 22 marzo - Cyrille Dubois, ciclista su strada belga (n. 1917)
- 22 marzo - Claudio Ferrucci, politico italiano (n. 1928)
- 22 marzo - József Ging, allenatore di calcio e calciatore ungherese (n. 1891)
- 22 marzo - Erich Linder,  austriaco (n. 1924)
- 22 marzo - Filippo Montesi, militare italiano (n. 1963)
- 23 marzo - Saul Lieberman, rabbino e insegnante israeliano (n. 1898)
- 23 marzo - Aurelio Marena, vescovo cattolico italiano (n. 1893)
- 23 marzo - Filippo Traina, politico e avvocato italiano (n. 1917)
- 24 marzo - Adrian Boult, direttore d'orchestra inglese (n. 1889)
- 24 marzo - Adriana Ivancich, nobile italiana (n. 1930)
- 25 marzo - Thomas Sovereign Gates, politico e militare statunitense (n. 1906)
- 25 marzo - Walter Pagel, patologo e storico della scienza tedesco (n. 1898)
- 25 marzo - Piero Pampaloni, calciatore italiano (n. 1909)
- 25 marzo - Zelante Salvatorini, calciatore italiano (n. 1907)
- 25 marzo - Martha Sleeper, attrice statunitense (n. 1910)
- 25 marzo - Bob Waterfield, giocatore di football americano statunitense (n. 1920)
- 26 marzo - Terence Sydney Airey, generale britannico (n. 1900)
- 26 marzo - Anthony Blunt, storico dell'arte e agente segreto britannico (n. 1907)
- 26 marzo - Gemma Bolognesi, attrice italiana (n. 1894)
- 26 marzo - Paul Fässler, calciatore svizzero (n. 1901)
- 26 marzo - Ernest Riedel, canoista statunitense (n. 1901)
- 27 marzo - James Hayter, attore britannico (n. 1907)
- 27 marzo - Aldo Petri, politico e storico italiano (n. 1918)
- 27 marzo - Richard Stankiewicz, scultore statunitense (n. 1922)
- 28 marzo - Suzanne Belperron, stilista e designer francese (n. 1900)
- 28 marzo - Walter Reisch, sceneggiatore, regista e produttore cinematografico austriaco (n. 1903)
- 28 marzo - Orazio Santagati, politico e avvocato italiano (n. 1923)
- 28 marzo - Joseph Smith, bobbista statunitense (n. 1925)
- 29 marzo - Alfred Andriola, fumettista statunitense (n. 1912)
- 29 marzo - Tommy Graham, calciatore inglese (n. 1905)
- 29 marzo - Maurice George Kendall, statistico inglese (n. 1907)
- 30 marzo - Georges Albertini, politico francese (n. 1911)
- 30 marzo - Lisette Model, fotografa austriaca (n. 1901)
- 31 marzo - Luigi Brambati, pittore e incisore italiano (n. 1925)
- 31 marzo - Antonio Enrico Canepa, politico italiano (n. 1940)
- 31 marzo - Howard Hayes Scullard, storico britannico (n. 1903)
- 31 marzo - Christina Stead, scrittrice australiana (n. 1902)